# Секст Аврелий Виктор
Секст Авре́лий Ви́ктор (лат. Sextus Aurelius Victor, IV век) — римский историк и политический деятель.

## Биография
Секст Аврелий Виктор происходил из Северной Африки (он называет своим земляком императора Септимия Севера, пользуется стилем, бытовавшим преимущественно в этой местности, а в двух средневековых рукописях его называют Victor Afer — Виктор Африканец). По собственному признанию, Виктор родился в небогатой семье в сельской местности. Точная дата его рождения неизвестна; по косвенным признакам её относят либо к самому началу IV века, либо примерно к 320 году. По косвенным сведениям исследователи предполагают пребывание историка в Риме по крайней мере между 337 и 348 годами. Политическая карьера Аврелия Виктора реконструируется на основе краткого сообщения Аммиана Марцеллина и нескольких сохранившихся надписей. Марцеллин упоминает, что в 361 году Секст познакомился с императором Юлианом II, и последний сделал его консуляром провинции Вторая Паннония. Ранее консулярами обозначали бывших консулов, но в IV веке эта традиция нарушилась. По-видимому, Секст и раньше состоял на имперской службе: возможно, он служил нотарием (лат. notarius — писец) или работал в scrinium epistolarum (в переводе с латинского языка — отдел переписки; это ведомство занималось составлением ответов на запросы местных властей). В дальнейшем Секст, возможно, служил под началом префекта претория Анатолия. Из-за хорошей осведомлённости историка в вопросах налогообложения предполагается, что он занимался финансовыми вопросами. Вероятно, в Сирмиуме Аврелий задержался ненадолго: в 365 году его должность уже занимал другой человек. Под 369 годом упоминается некий консул Виктор, и высказывается осторожное предположение о том, что это мог быть Секст. Впрочем, в настоящее время считается, что эту должность занимал другой человек — Флавий Виктор. Последней известной датой жизни Секста является 389 год, когда он упоминается как префект Рима.
Хотя в IV веке в Римской империи всё возрастающую роль играло христианство, Аврелий упоминается как член одной из языческих коллегий жрецов.

## Литературная деятельность
По всей видимости, в 360 году опубликовал своё сочинение «О Цезарях» (лат. De caesaribus; другое название — Historiae Abbreviatae) — сборник биографий римских императоров от Августа до Констанция II. На это произведение опирались авторы другого сборника — «Извлечений о нравах и жизни римских императоров» (лат. Epitome de caesaribus), который ошибочно приписывается Аврелию Виктору и охватывает период от Августа до Феодосия I Великого (до 395 года). Кроме того, неизвестный редактор поздней античности присоединил к труду «О Цезарях» ещё два малых неаутентичных сочинения: «О знаменитых людях» (лат. De viris illustribus) и «О происхождении римского народа» (лат. De origine gentis Romanae). Сочинение Аврелия Виктора сохранилось благодаря двум поздним рукописям.
Источники Аврелия Виктора неизвестны. Традиционно предполагается, что главным источником Секста было та же работа, что и у Евтропия и у авторов жизнеописаний Августов. Это неизвестное сегодня сочинение условно обозначается как KG или EKG (нем. Enmann's Kaisergeschichte — «История императоров Энмана», по фамилии автора гипотезы об общем источнике Александра Энмана). По-видимому, в KG содержалось преимущественно сухое перечисление фактов, и задача Аврелия Виктора сводилась преимущественно к отбору и морализаторскому истолкованию сведений KG.

## Влияние
Исследователь А. И. Малеин отметил, что интерес Пушкина к столь основательно забытому в его время автору, как Аврелий Виктор, не тривиален («Аврелий Виктор был всегда известен только записным филологам и знакомство с ним Пушкина делает ему большую честь»). Как и писавший до него на тему «Пушкин и римские историки» М. М. Покровский, Малеин указывает, «что Пушкин читал Аврелия Виктора в связи с Тацитом». К этому мнению присоединились в дальнейшем Д. П. Якубович и И. Д. Амусин.

## Переводы
- Аврелий Виктор. О цезарях. Извлечения о жизни и нравах римских императоров. Происхождение римского народа. О знаменитых людях. / Пер. с лат. В. С. Соколова. // Вестник древней истории. — 1963. — № 4. — С. 214—257; 1964. — № 1. — С. 227—252; № 2. — С. 197—240.
  - О цезарях. // Римские историки IV века. — М.: РОССПЭН, 1997. — С. 77-123 (текст опубликован по изданию: Вестник древней истории, 1963, № 4, с. 227—257). Перевод В. С. Соколова. Комментарии составлены В. С. Высоким. Перевод и разбивка текста на параграфы соответствуют посмертному изданию К. Таухница 1892 г. (Lipsiae, ed. C. Tauchnitii). Разбивка на параграфы по тойбнеровскому изданию Ф. Пихльмайра 1911 г.)
  - Извлечения о жизни и нравах римских императоров. // Римские историки IV века. М.: РОССПЭН. 1997. — С. 124—163 (текст опубликован по изданию: Вестник древней истории. — 1963. — № 4. — С. 214—257; 1964. — № 1. — С. 227—252; № 2. С. 197—240. Комментарии составлены В. С. Высоким)
  - Происхождение римского народа // Римские историки IV века. М.: РОССПЭН, 1997. — С. 163—178 (текст опубликован по изданию: Вестник древней истории. — 1963. — № 4. — С. 214—257; 1964. — № 1. — С. 227—252; № 2. — С. 197—240. Комментарии составлены В. С. Высоким)
  - О знаменитых людях // Римские историки IV века. — М.: РОССПЭН, 1997. — С. 179—224 (текст опубликован по изданию: Вестник древней истории. — 1963. — № 4. — С. 214—257; 1964. — № 1. — С. 227—252; № 2. — С. 197—240. Комментарии составлены В. С. Высоким)
- В серии «Collection Budé»:
  - Aurélius Victor. Livre des Césars. Texte établi et traduit par P. Dufraigne. 2e tirage 2003. LXIII, 379 p.
  - Pseudo-Aurélius Victor. Abrégé des Césars. Texte établi, traduit et commenté par M. Festy. 2e tirage 2002. CIX, 370 p.
  - Pseudo-Aurélius Victor. Les Origines du peuple romain. Texte établi, traduit et commenté par J.-Cl. Richard. 2e tirage 2002. 223 p.